# Richard Falbr

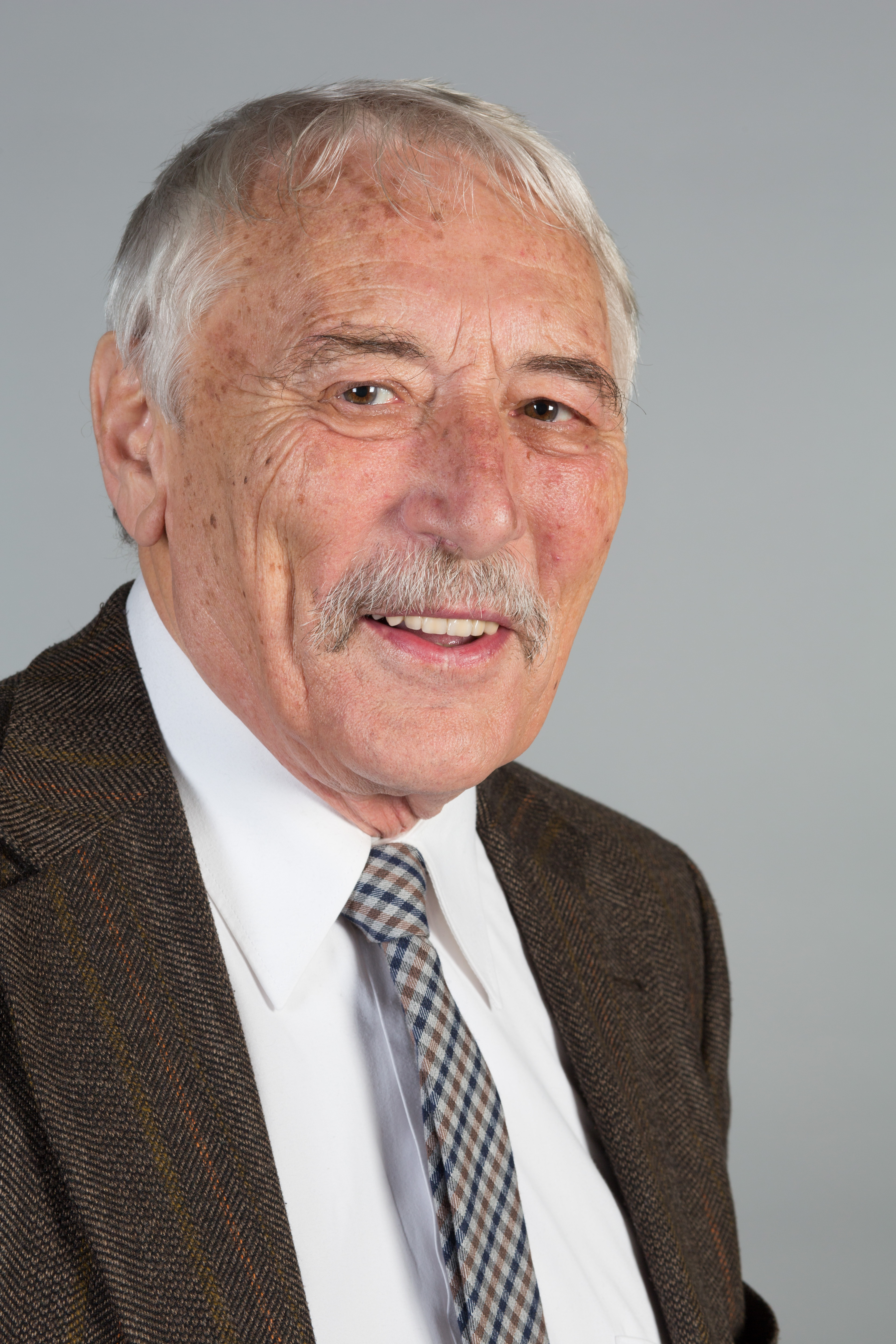
Richard Falbr im Europäischen Parlament. (2014)

Richard Falbr (* 29. September 1940 in Chester, Vereinigtes Königreich) ist ein tschechischer Politiker und Gewerkschafter. Er gehörte dem tschechischen Senat für den Wahlbezirk Most an und war Vorsitzender der Českomoravská konfederace odborových svazů. Von 2004 bis 2014 war er Abgeordneter im Europäischen Parlament.

## Leben
Richard Falbr wurde im Verlauf des Zweiten Weltkrieges im englischen Chester geboren, wo sein Vater zu dem Zeitpunkt bei einer Jagdfliegerstaffel diente, seine Mutter war spanischer Herkunft. Bis zum Kriegsende lebte Richard Falbr im Vereinigten Königreich, dann kehrte die Familie für kurze Zeit in die Tschechoslowakei zurück, bevor sein Vater als Botschafter nach Venezuela geschickt wurde. Hier besuchte Richard Falbr die Grundschule, bevor die Familie abermals in die Tschechoslowakei zurückkehrte. Er machte hier seinen Schulabschluss an einer Handelsschule mit der Ausrichtung auf internationale Beziehungen. Später arbeitete er als Dolmetscher für das staatliche Außenhandelsunternehmen Strojimportu. Während dieser Zeit absolvierte
er ein Fernstudium an der juristischen Fakultät der Karlsuniversität. Er leistete seinen Grundwehrdienst ab; dabei war er auch als Dolmetscher für kubanische Piloten eingesetzt, die in der Tschechoslowakei stationiert waren. Anschließend arbeitete er als Sprachlehrer und fast 20 Jahre als Rechtsanwalt für den Gewerkschaftsbund.
Er wurde 1968 Mitglied der KSČ, aus der er jedoch ein Jahr später ausgeschlossen wurde. Nach der Samtenen Revolution trat man ihn heran, damit er sich an der Reform der Gewerkschaften beteiligte. Er gab seine Stelle auf und wurde 1990 zum Vorsitzenden der neugegründeten Dienstleistungsgewerkschaft gewählt. Im folgenden Jahr wurde er stellvertretender Vorsitzender der Českomoravská konfederace odborových svazů, deren Vorsitzender er schließlich von 1994 bis 2002 war. In den Jahren 1996–2004 war er Senator, zunächst unabhängig und dann von der ČSSD unterstützt. Er war auch Mitglied des Verwaltungsrats in der Internationalen Arbeitsorganisation. Im Jahr 2004 wurde er auf der Liste der ČSSD in das Europäische Parlament gewählt.

## Als EU-Parlamentarier
Falbr ist in der Fraktion der Progressiven Allianz der Sozialisten & Demokraten im Europäischen Parlament.
Als Mitglied ist Falbr tätig im Ausschuss für Beschäftigung und soziale Angelegenheiten und in der Delegation im Gemischten Parlamentarischen Ausschuss EU-Ehemalige Jugoslawische Republik Mazedonien.
Stellvertreter ist Falbr im Ausschuss für regionale Entwicklung sowie in der Delegation in den Ausschüssen für parlamentarische Kooperation EU-Armenien, EU-Aserbaidschan und EU-Georgien und in der Delegation in der Parlamentarischen Versammlung EURO-NEST.

## Familie
Richard Falbr ist seit 1963 mit Věra Veselá verheiratet. Aus der Ehe gingen zwei Kinder hervor, eine Tochter und ein Sohn. In seiner Freizeit widmet sich Falbr der Ornithologie und der Imkerei.